# 生物學報
《生物學報》（Biology Letters）是一份同行評審科學期刊，也是一個皇家學會報告的分支期刊，最初是每季出版，但是從2007年開始成為雙月刊。目前首席主編是布赖恩·查尔斯沃思（Brian Charlesworth）。截至2010年，《生物學報》影響因子為3.762，排名生物學第15位。